# 조성민 (가수)
조성민(1974년 1월 9일 ~ )은 대한민국의 가수 겸 작곡가·작사가·프로듀서·배우이다.

## 생애
1993년 즈음 015B의 오디션을 통해 가수로 데뷔한 조성민은 장호일의 솔로프로젝트 KLOMA와 정석원의 KBS 드라마 연인 OST 로 가요계에 데뷔하게 된다. 1994년 015B 5집 Big 5의 타이틀 곡 `단발머리`로 가수로서 주목을 받게 되었다.
이듬해인 1995년 솔로앨범을 발표하며, 김형석 작사, 작곡의 3분 55초 간의 고백을 불렀다. 이후에는 모던락밴드 레드플러스를 결성하여 보컬 조성민, 베이스 오필중, 기타 우장제, 드럼 이한성의 구성으로 활동하며, 신동우 작사, 작곡의 '그녀는'이라는 곡으로 히트하며 모던락, 브릿팝 밴드 활동을 계속 하게 된다.
1998년까지 레드플러스 활동이후에 잠시 활동을 중단하였다가, 2001년에 서브웨이라는 밴드로 활동을 재기, 브릿팝 중심의 앨범으로 `또 그녀는`, `September` 등의 곡을 불렀고, 수십 회의 소극장공연 및 지방공연을 통해 인지도를 쌓았다. 2003년 서브웨이 2집을 발표하며, 드라마라는 곡이 대중의 주목을 받게 되고, 신성우, 배두나, 강동원 주연의 드라마 위풍당당 그녀의 주제곡 니가 그리운 날엔으로 많은 사랑을 받았으나, 2004년 서브웨이는 밴드 및 기획사의 사정으로 해체하게 된다.
2006년 작곡가이자, 기타리스트인 박성진과 벨벳 글로브라는 팀으로 활동하였고, KBS 드라마시티 올디스 벗 구디스에 '윤호'역으로 출연하였다.
2009년 작곡가이자 기타리스트인 정원재와 몽키사운드라는 팀으로 활동하였다. 몽키사운드 활동 당시 꿈이 아니길이라는 곡으로 활동했으나 2009년 당시 뮤직비디오가 방송부적격판정을 받아 가요프로그램에 출연할 수 없는 상황이 벌어지기도 하였다.
2009년부터 2011년까지는 이름을 숨긴채 예명인 J라는 이름으로 활동하며, 드라마 OST 보컬 및 프로듀싱, 광고음악 등의 활동을 하였다.
2011년 015B 20주년 기념앨범 20th Century Boy에 고귀한씨의 달콤한 인생이라는 곡에 참여하고, 015B 20주년 기념콘서트에도 참여하였다. 2011년 10월 MBC 드라마 심야병원 OST에 참여하며, 주인공 허준역의 윤태영의 테마곡인 Time을 불렀다.
2012년 KBS 시트콤 선녀가 필요해 OST에 선녀와 알리바바 라는 곡을 작사하고 노래하였다.
2012년 015B 싱글 짝의 객원가수로 참여하였다.

## 음악 활동

### 발표 음반

#### 정규 앨범
- 솔로 1집 《First Story For You》 (1995년 발매)
- 레드플러스 1집 《Red +》 (1997년 1월 발매)
- 레드플러스 2집 《Red + Vol.2》 (1998년 4월 발매)
- 서브웨이 1집 《1집 September》 (2001년 11월 발매)
- 서브웨이 2집 《The Band》 (2003년 5월 발매)
- 벨벳글로브 1집 《외유내강》 (2006년 발매)
- 몽키사운드 1집 《몽키사운드》 (2009년 5월 21일 발매)

#### 싱글 앨범
- 몽키사운드 디지털 싱글 2Band Radio (2010년 1월 15일 발매)

#### 참여 앨범
- 1994년 : 015B 5집 Big 5 (단발머리)
- 1998년 : 장호일 With Tekno Generation Vol.1 including 015B Supermix (아주 오래된 연인들)
- 1999년 : indie power album (담다디)
- 2011년 : 015B 20주년 기념 미니앨범 20th Century Boy (고귀한씨의 달콤한 인생)
- 2012년 : 015B 짝

#### 영화/드라마 OST
- 1993년 KBS 드라마 《연인》 OST 주제곡
- 1996년 영화 《깡패 수업》 OST 주제곡
- 2003년 MBC 드라마 《위풍당당 그녀》OST 주제곡 (니가 그리운 날엔)
- 2004년 KBS 드라마 《오!필승 봉순영》OST (Only U)
- 2005년 KBS 드라마 《슬픔이여 안녕》OST 주제곡 (보물찾기)
- 2005년 MBC 드라마 《결혼합시다》OST (눈물, 시간)
- 2006년 KBS 드라마 《소문난 칠공주》OST (one summer night)
- 2010년 SBS 드라마 《여자를 몰라》OST (운명을 거슬러)
- 2010년 MBC 드라마 《선덕여왕》Special OST (오직 한 사람)
- 2011년 MBC 드라마 《심야병원》OST (Time)
- 2012년 KBS 시트콤 《선녀가 필요해》OST (선녀와 알리바바)

#### 프로듀싱 앨범
- 2010년 MBC 드라마 《선덕여왕》Special OST
- 2011년 MBC 시트콤 《몽땅 내사랑》OST

#### 기타 활동
- 2008년, 2009년 광고음악 감독 : 삼성 파브, Anycall

## 가족 관계
- 전 배우자 : 장가현 (1977년 ~ ) 
  - 딸 : 조예은 (2003년 ~ )
  - 아들 : 조예준 (2011년 ~ )